# الجنسانية والإعاقة

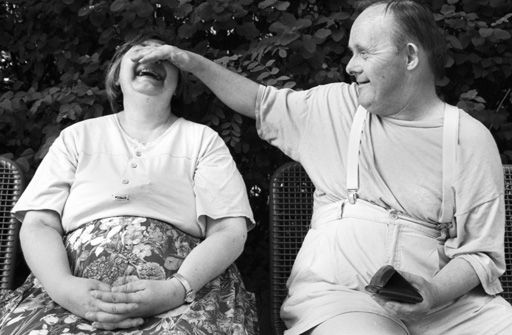
تدليل بين الأشخاص ذوي متلازمة داون

الجنسانية والإعاقة هو موضوع يتعلق بالسلوك الجنسي والممارسات الجنسية للأشخاص ذوي الاحتياجات الخاصة. مثل عموم السكان، يظهر هؤلاء الأفراد مجموعة واسعة من الرغبة الجنسية ويعتمدون طرقًا متنوعة للتعبير عن الجنس. ومع ذلك، يعد من المخاوف المنتشرة أن العديد من الأشخاص ذوي الإعاقات لا يتلقون التعليم الجنسي الشامل، والذي يمكن أن يساهم بشكل إيجابي في حياتهم الجنسية. ويعود ذلك إلى الفكرة السائدة أن الأشخاص ذوي الإعاقات لا يتمتعون بالجنس بطبيعتهم وأنهم غير نشطين جنسيًا. على الرغم من أن بعض الأشخاص ذوي الإعاقات يعرفون أنفسهم على أنهم عاجزون جنسيًا، فإن تعميم هذا التصنيف على جميع هؤلاء الأفراد هو مفهوم خاطئ. يفتقر العديد من الأشخاص ذوي الإعاقات إلى الحقوق والامتيازات التي من شأنها تمكينهم من الحصول على الحميمية والعلاقات. عندما يتعلق الأمر بالجنس والإعاقة، هناك نقاش جنسي يحيط بالموضوع. غالبًا ما يرتبط تقاطع الجنس والإعاقة بالضحية، والإساءة، والطهارة، على الرغم من أن الإصابة بالإعاقة لا تغير من هوية الشخص الجنسية، ولا تغير رغبته في التعبير عنها.
بالنسبة للإعاقات الجسدية التي تغير من وظائف الشخص الجنسية، مثل إصابة الحبل الشوكي، هناك طرق مساعدة حيثما كانت الحاجة لذلك. قد يستمتع الشخص ذو الإعاقة بالجنس بمساعدة ألعاب جنسية وأدوات مساعدة (مثل تعديلات السرير)، من خلال إيجاد وضعيات جنسية مناسبة، أو من خلال الخدمات التي يقدمها عامل جنسي.

## التاريخ
يعود الكثير من التحيزات الجنسية في الولايات المتحدة إلى أخلاقيات البيوريتانيين. تعود القضايا المتعلقة بقبول الجنس والإعاقة إلى 2000 سنة مضت. مراجعة التاريخ المتعلق بالجنس في الفلسفة والدين والعلم تؤدي إلى وجهات النظر الحديثة حول الجنس والإعاقة. كانت المؤسسات الدينية هي الكيانات الأولى التي قاومت الجنس. كانوا يعتقدون أن الجنس كان خطيئة ولا ينبغي ممارسته إلا إذا كان الهدف منه التكاثر. ثم بدأ الأطباء في تطوير وجهات نظر طبية حول الجنس. كان يُنظر إلى اللذة الجنسية على أنها مرض. وقد قيد التحظر حول الجنس كمرض وخطيئة الكثير من الناس عن التعبير عن جنسهم، وخاصة الأشخاص ذوي الإعاقات.
بعد الكثير من البحث الرائد، لم يُعتَمد الجنس واللذة إلا في القرن العشرين. مع تطبيع الجنس، أصبح التركيز الرئيسي هو اللذة. كان الجنس الصحي يعني أداءً جيدًا يؤدي إلى النشوة الجنسية. إذا لم يتمكن الشخص من الوصول إلى النشوة الجنسية أثناء ممارسة الجنس، كان يُنظر إليه على أنه غير مناسب للجماع الجنسي. مع ذلك، كان يساعد معالج جنسي الشخص على استكشاف الجنس الفموي، والنشوة الجنسية للبظر. عندما لا يتمكن الشخص ذو الإعاقة من تحقيق النشوة الجنسية، لم يُنظر إلى ذلك على أنه مشكلة، لأنهم لم يكن لديهم رغبات جنسية. يعود إهمال حياة الأشخاص ذوي الإعاقات الجنسية إلى فكرة أنهم يشبهون الأطفال وهم عوازل جنسيًا. نظرًا لأن الأشخاص ذوي الإعاقات لا يقعوا ضمن فئة الأشخاص الجنسيين، لم تكن هناك موارد لهم لطلب مساعدة جنسية.
على مر السنين، كانت المجموعات المهمشة جنسيًا تعمل نحو قبول جنسي لجميع الناس، بما في ذلك المجتمعات المثليّة والأشخاص ذوي الإعاقات. بدأت أعمال هذه المجموعات تفتح الأبواب للأشخاص ذوي الإعاقات ليصبحوا أكثر تعبيرًا عن جنسهم. حتى مع هذه الفرص الجديدة، ظلت اللذة الجنسية للأشخاص ذوي الإعاقات موضوعًا غير مطروح.

## الصورة الذاتية
قد يخلق وجود الإعاقة أحيانًا عبئًا عاطفيًا أو نفسيًا للفرد ذي الإعاقة. قد يشعر بالإحباط من بناء العلاقات، خوفًا من الرفض بسبب إعاقته. قد تتأثر الصورة الذاتية نتيجة للتشوه أو نقص الثقة بالنفس. يشرح مدير خدمة المواعدة للأشخاص ذوي الإعاقة في نيويورك قائلاً: "الجنسية، السفر، التنقل، الألم: كل شيء يأخذ بعدًا مختلفًا." في كتاب الدليل الشامل للجنس والإعاقة، تشير مريم كوفمان إلى أن محاولة إخفاء الإعاقة أو التقليل من وجودها تشكل عبئًا إضافيًا في النهاية، وتشجع القراء على "الظهور" أمام أنفسهم على أنهم ذوي إعاقة، لقبول إعاقتهم.
غالبًا ما يكون هناك خوف مرتبط بتقاطع الجنسانية والإعاقة. العديد من الأشخاص ذوي الإعاقة يجسدون خوفًا من الرفض بسبب مظهرهم. هذا التحسس المفرط يجعل الشخص ذي الإعاقة يكتفي بالعلاقات العاطفية. قام مؤلف كتاب "الجنس والإعاقة" روبرت ماكروير بدراسة رجل يعاني من إعاقة. قدم ماكروير رؤية حول اللقاءات الجنسية وغير الجنسية لهذا الشخص. كان هذا الرجل يعتقد أن عبور الخط إلى اللقاءات الجنسية سيؤدي إلى أضرار جسدية شديدة له. أثناء اللقاء الجنسي، شعر الرجل بعدم الارتياح ولم يتمكن من عبور الحدود الجنسية. كان ذلك بسبب خوفه من الحكم عليه. هذه مشكلة شائعة لدى بعض الأشخاص ذوي الإعاقة. "النظرة التقييمية" القادمة من الآخرين تجعل الأشخاص ذوي الإعاقة يشعرون بأنهم محل حكم ويشعرون بعدم الراحة في أجسادهم.
من الشائع الاعتقاد بأن الأشخاص ذوي الإعاقة غير آمنين ولديهم صورة ذاتية سلبية. تم إجراء دراسة على 7 مراهقين يعانون من الشلل الدماغي، لتقييم صورتهم الذاتية. كان من بين المجموعة 3 فتيات و4 فتيان، تتراوح أعمارهم بين 12 و17 عامًا. تم إجراء مسح شخصي وظهرت النتائج إيجابية. نظرًا لأن المجموعة من المراهقين ذوي الإعاقة نظروا إلى أنفسهم بشكل إيجابي للغاية، حيث قاموا بتقييم صورتهم الذاتية أعلى من المجموعات الطبيعية. بعد المسح، كتبت المحاورة لينا آدمسون هذا الاستنتاج في تقريرها "تقرير مختصر—الصورة الذاتية، المراهقة والإعاقة"، الذي نُشر في المجلة الأمريكية للعلاج المهني:
تم استخلاص الاستنتاجات التالية: يجب أن تركز الدراسات المستقبلية حول الصورة الذاتية والتطور النفسي الاجتماعي للمراهقين ذوي الإعاقة على 
 (أ) التفاعل الاجتماعي خارج أسرهم المباشرة، 
 (ب) الاستمرار في استخدام وتطوير الأساليب التي يمكن لهؤلاء المراهقين من خلالها التعبير عن تجاربهم وآرائهم.

## في المجتمع المعاصر
نادراً ما يُنظر إلى الأشخاص ذوي الإعاقة في المجتمع على أنهم مثيرون أو يُعتقد أنهم نشطون جنسيًا. عندما يتم ربط الجنس بالإعاقة، فإن الأمر غالبًا ما يؤدي إلى التهميش. يتجنب العديد من الناس فكرة أن الأشخاص ذوي الإعاقة يمكن أن يمارسوا الجنس. ويعود ذلك إلى نقص المعلومات حول الموضوع. نادرًا ما تناقش النصوص العلمية الشعبية عن الإعاقة والجنس، وبالمقابل، نادرًا ما يتم مناقشة الإعاقة في مجال دراسات الجنس. دراسات الإعاقة هي مجال جديد، بدأ مؤخرًا فقط في الحصول على صوت في المجتمعات الأكاديمية. تعتبر نظرية الثقافة حول الإيدز والإيدز أحد مجالات الدراسة التي تناولت الإعاقة والجنس بشكل واسع. منذ ظهور وباء الإيدز، بدأ المجتمع المثلي في شمول الأفراد ذوي الإعاقة الجسدية والفكرية في تدخلاتهم النشطة. على الرغم من هذه الجهود، إلا أن العلاقة بين الجنس والإعاقة لا تزال غير مناقشة بشكل كاف في دراسات الإعاقة.
في المجتمع، يُعتقد على نطاق واسع أن النساء ذوات الإعاقة غير جنسيات. أحد الأسباب لهذا الاعتقاد هو أن الأشخاص ذوي الإعاقة يُنظر إليهم كأطفال أبديين. يرى آخرون أن دمج الجنس والإعاقة هو فعل بهلواني. يصعب على العديد من الناس تخيل شخص ذو إعاقة يمارس الجنس بسبب القيود التي تفرضها الإعاقات. إن رؤية النساء ذوات الإعاقة كأشخاص غير جنسيين لها مشاكل. في الولايات المتحدة المعاصرة، لا يُنظر إلى النساء ذوات الإعاقة كأشخاص جذابين جسديًا لأن المجتمع لا يراهن مرغوبات جنسيًا. وهذا يؤدي إلى أن النساء ذوات الإعاقة يواجهن قيودًا في قدرتهن على الحب وأن يكن محبوبات.
في الولايات المتحدة، تم تجاهل المتعة والجنس إلى حد كبير، خاصة عندما يتعلق الأمر بالأشخاص ذوي الإعاقة. أنشأت المنشآت الطبية والمدارس العامة والجماعات الدينية سياسة "لا تسأل، لا تُخبِر" عندما يتعلق الأمر بتعليم الجنس.
فكرة أن الجنس مخصص للتكاثر يمكن أن تكون ضارة للحياة الجنسية للأشخاص ذوي الإعاقة. لأن بعض الإعاقات تحد من قدرة الشخص على الإنجاب، ويتم القضاء على فكرة أن هذا الشخص قد يمارس الجنس. بالإضافة إلى ذلك، قد يجعل الطابع الوراثي لبعض الإعاقات مقدمي الرعاية للأشخاص ذوي الإعاقة يشعرون بعدم الارتياح في السماح لهم بممارسة النشاط الجنسي. وهناك أيضًا تاريخ من التعقيم القسري للأشخاص ذوي الإعاقة، مثل قضية باك ضد بيل التي شرعت ممارسة التعقيم في الولايات المتحدة وقانون الوقاية من النسل المصاب بالمرض الوراثي الذي كان يُلزم الأشخاص ذوي الإعاقة بالتعقيم في ألمانيا النازية.

## النشاط الجنسي

### بشكل عام
قد تكون ميكانيكيات الجنس مربكة، وقد تم ذكر أن التواصل، التجريب، الأدوية والأجهزة اليدوية تعد من العوامل المهمة للنشاط الجنسي عندما يتورط الإعاقة. بالإضافة إلى ذلك، يتم تسليط الضوء على الاعتراف بالمتعة المشتقة من النشاط الجنسي بعيدًا عن الإيلاج والجماع. على سبيل المثال، قد تحدث تغييرات في الجنس بعد إصابة الحبل الشوكي لشخص ما؛ قد تزداد الحساسية للمس فوق موقع الإصابة في شخص مصاب بإصابة في الحبل الشوكي. وفقًا للبحث الذي أجرته مؤسسة كريستوفر ودانا ريف، كان 79% من الرجال المصابين بإصابات جزئية في الحبل الشوكي قادرين على الوصول إلى النشوة الجنسية، بينما 28% من الرجال المصابين بإصابات كاملة كانوا قادرين على ذلك.
يعد الجنس الفموي والجنس اليدوي بدائل أخرى عندما لا يكون الإيلاج ممكنًا أو مرغوبًا فيه، ويمكن استخدام أجهزة الإسفين للمساعدة في الوضعية. قد تُستخدم الألعاب الجنسية كأجهزة مساعدة أيضًا؛ على سبيل المثال، يمكن استخدام الهزازات لتوفير تحفيز إضافي وفي الحالات التي تكون فيها حركة اليدين محدودة. تشمل الأجهزة المساعدة الأخرى مضخات التحفيز اليدوي، التي تهدف إلى تعزيز وصيانة الانتصاب، و"أثاث الجنس"، حيث تساعد التعزيزات مثل القضبان أو المشابك، أو التصاميم المتخصصة على تسهيل النشاط الجنسي.
أصيبت الكاتبة فائزة صديقي بإصابة دماغية خطيرة أدت إلى انخفاض رغبتها الجنسية وفقدان قدرتها على الوصول إلى النشوة الجنسية، مع كون الأخير على الأرجح نتيجة تلف في منطقة ما تحت المهاد لدى صديقي. شرحت صديقي عملية تعلمها في ما يتعلق بالنشاط الجنسي بعد الحادث في مقال نشر في 2013:
كان علي أن أزيل جميع الأفكار التي كانت لدي عن جسدي غير المثالي ... منذ ذلك الحين، بدأت أشعر بقليل من الخجل تجاه جسدي الذي لا يستجيب ... عقلي لا يستطيع التركيز على العديد من الأشياء الآن، لذا يجب عليّ أن أركز أكثر على كل لمسة خفيفة وأدق التغيرات. من المؤكد أن هذا يعني أن الجنس سيكون أفضل؟ لا أستطيع أن أقول أن الجنس أصبح أفضل بالضبط – لا أستطيع أن أكون في الأعلى بعد الآن – لكنني أتعلم أنه في النهاية لا يهم ... كان علي أن أنمو. النمو هو شيء نحتاج جميعًا للقيام به.

تمكن بعض الأشخاص المصابين بإصابة في الحبل الشوكي من "نقل النشوة الجنسية" باستخدام الطاقة الجنسية إلى أي جزء من الجسم لديه إحساس. على سبيل المثال، أصيب رافي بيغز في عام 2004 بإصابة في الحبل الشوكي. من خلال عمله مع أخصائي في علم الجنس اكتشف أثناء تدليك أن شعور تدليك إبهامه كان مشابهًا جدًا لشعور قضيبه. من خلال هذه التجربة تعلم أنه يمكنه نقل نشوته، باستخدام الطاقة التانترا، إلى قضيبه. كما أن كينيث راي ستوبس لديه إصابة في الحبل الشوكي وقادر على استخدام تقنيات العمل بالجسم التانترا للحصول على "شعور بالنشوة". إذا كان الشخص قادرًا على استخدام الطاقة الجنسية بشكل صحيح، فإنه سيكون قادرًا على تجربة النشوة الجنسية في أي جزء من الجسم القادر على الشعور بالإحساس.

## الفتيشية وبي دي إس إم
يُربط الجنس لدى الأشخاص ذوي الإعاقة غالبًا بالفتيشات و"التجاوزات الغريبة".
- أباسيوبيلية هي عندما يكون الإثارة الجنسية للفرد مرتبطة بشريك جنسي لديه إعاقة. وتعد هذه الهواية الأكثر شيوعًا لدى الأشخاص ذوي الإعاقة الذين يرتدون أجهزة تقويم للساقين.[21]
- أبوتمنوفيليا هي بتر الذات بناءً على الطلب.[22]

أبوتمنوفيليا هي عندما يقوم الفرد ببتر أطرافه الخاصة لأجل المتعة الجنسية. وفقًا لدراسة حالة نُشرت في "Journal of Sex Research"، "أبوتمنوفيليا مرتبطة بإثارة الأطراف المبتورة وبالإنجاز الزائد رغم الإعاقة." لا يُعرف الكثير عن العلاقة بين المتعة الجنسية والأطراف المبتورة. تم تقديم هذه الفتيشية للجمهور لأول مرة في مجلة بنتهاوس في أواخر عام 1972. تم طرح هذه الفتيشية من قبل شاب ذو إعاقة يمارسها. بعد قراءة رواياته، استجاب بعض محرري المجلة لهذه المشاعر ونشروا قصته.
بعض الأشخاص الذين لديهم هذه الفتيشية قاموا بمحاولات ناجحة للبتر. لأولئك الذين يريدون أن يتم بترهم ولكن لا يملكون الوسائل أو القوة للقيام بذلك، يمكنهم الحصول على المساعدة المهنية.
- التفاني هو الانجذاب الجنسي لشخص ذو إعاقة[20]

الجنس والإعاقة لا يرتبطان دائمًا بمعنى غير جذاب. وجد الكاتب في مجال الجنس والإعاقة، روبرت مكروير، أن التفاني أدى إلى تجديد الثقة بالنفس لدى مجموعة من النساء ذوات الإعاقة. يكتب قائلاً: "النساء اللواتي شعرن بالخجل العميق من أجسادهن أفدن بتحقيق مكاسب كبيرة في ثقتهن بأنفسهن بعد اكتشافهن للمُعجبين." لقد أدى هذا التمكين إلى تغييرات إيجابية في سلوك النساء. أفاد روبرت مكروير أنه بسبب ذلك، أصبحت بعض النساء ذوات الإعاقة أكثر ثقة في صورتهم الذاتية ولا يخفين إعاقاتهن كما كن يفعلن سابقًا.
الأشخاص الذين لديهم فتيشية التفاني يُشار إليهم باسم "المعجبين". يرى روبرت مكروير أن التفاني يعتمد على الاشمئزاز والرغبة. وصف الرغبة لدى المعجبين يأتي من افتراض قادر على أن الأجساد المعاقة مقززة. من المعتاد أن يرى المعجبون أنفسهم كالأشخاص الوحيدين الذين يجذبهم الأشخاص ذوو الأطراف المبتورة. هذا الاعتقاد يأسس أرضية لفرادة المعجبين.
يعتبر البي دي إس إم هو موضوع في ثقافة الجنس والإعاقة. وقد وُصف بأنه تمكين للأشخاص ذوي الإعاقة بسبب قبولهم للأجسام غير المعيارية. يمكن استخدام بي دي إس إم كوسيلة للتحكم في الألم بالنسبة للأشخاص الذين يعانون من الألم المزمن. استخدم الفنان بوب فلاناغان بي دي إس إم لمساعدته في التكيف مع التليف الكيسي. كان شعوره بالتحكم في ألمه مثيرًا له لأنه كان معروفًا بأنه يدفع نفسه إلى أقصى حد. قال فلاناغان عندما كان يستخف بألمه المرتبط بالتليف الكيسي: "كنت أصنع سخرية من شيء جاد حدث لي." أنشأ معرضًا متجولًا يسمى "ساعات الزيارة" الذي أظهر تقاطع التليف الكيسي مع الساديّة والمازوخيّة. في المعرض، "ساعات الزيارة"، كان الزوار في المتحف يختبرون بيئة مزيج من مستشفى سكني للأطفال وغرفة تعذيب بي دي إس إم. كان الهدف من هذا المعرض هو تصوير ألم فلاناغان من خلال عدسة ممتعة تظهر أن بي دي إس إميمكن أن يوفر بعض الشفاء الجنسي.
النساء والفتيات ذوات الإعاقة هن محور شائع في الفتيشية بسبب عدم قدرتهن على الحركة. مما يجعلهن عرضة بشكل خاص للإساءة الجنسية.

## العمل الجنسي

### بشكل عام
في فبراير 2013، تم الإبلاغ عن أن المواطنين ذوي الإعاقات في هولندا مؤهلين للحصول على برنامج ممول من الحكومة يوفر أموالًا لتغطية ما يصل إلى 12 خدمة جنسية في السنة. خلال نفس الفترة، دعا كريس فولتون، وهو ناشط في المملكة المتحدة مصاب بشلل دماغي وداء العضل، الحكومة البريطانية أيضًا إلى توفير الدعم المالي لخدمات الجنس للأشخاص ذوي الإعاقة. أوضح فولتون قائلاً:
الفكرة هي منح الأشخاص ذوي الإعاقة مزيدًا من الاختيارات. لا يزال هناك الكثير من الوصمة المرتبطة [بالإعاقات وعلاقاتهم] من الأبحاث التي أجريتها والتجارب التي مررت بها. أعتقد أنه سيكون من الجيد جلب النظام الهولندي إلى هنا لإزالة هذه الوصمة حول الأشخاص ذوي الإعاقة الذين يمارسون الجنس. لكن الأمر لا يقتصر على ذلك فقط. يتعلق الأمر بقبول الأشخاص ذوي الإعاقة عندما يكون لديهم علاقات ... يجب أن يتم إظهار ذلك بطريقة منظمة وبناءة.

في أوائل 2013، تحدثت بيكي آدامز، مالكة بيوت الدعارة السابقة، إلى وسائل الإعلام حول نيتها افتتاح بيت دعارة غير ربحي مخصص حصريًا للأشخاص ذوي الإعاقة في المملكة المتحدة، والذي، إذا تم إطلاقه في عام 2014، سيكون أول مبادرة قانونية من نوعها في البلاد. قالت آدامز إنها ستستثمر 60,000 جنيه إسترليني في بيت الدعارة بعد تعرضها للسكتة الدماغية في عام 2009—وأوضحت آدامز أنه بعد السكتة الدماغية، "تم فتح عيني فجأة. كنت غير مدركة تمامًا أن مجموعة كبيرة جدًا كانت تعاني بشدة." إذا تم منحها تصريحًا، تخطط آدامز لفتح خدمة بغرفتين في ميلتون كينز، بالقرب من لندن، والتي ستوظف عمالة جنسية ومساعدين.
أسست آدامز أيضًا خدمة Para-Doxies في عام 2012، التي تربط الأشخاص ذوي الإعاقة في جميع أنحاء المملكة المتحدة مع عمال الجنس—في ذلك الوقت، كانت آدامز تدير الخدمة على أساس تطوعي بالكامل وغير ربحي. في أبريل 2013، كانت الخدمة تتلقى أكثر من 500 استفسار أسبوعيًا من رجال ونساء وأزواج، وكانت تواجه صعوبة في التعامل مع الطلب.
في الوثائقي الأسترالي الذي تم إنتاجه في عام 2011 وأخرجه كاثرين سكوت، الطريق القرمزي (بالإنجليزية: Scarlet Road) يتم استكشاف جانبًا آخر من الجنس والإعاقة من خلال حياة عاملة جنسية متخصصة في تقديم خدمات لعملاء من ذوي الإعاقة لمدة 18 عامًا. في عام 2012، تم تسليط الضوء على هذا الموضوع في الفيلم الخيالي المستوحى من تجربة الكاتب مارك أوبراين "المواسم" يصور العلاقة بين أوبراين، الذي نجا من شلل الأطفال في طفولته، والمعالج الجنسي الذي فقد معه عذريته.
أظهرت دراسة أجرتها مجلة الإعاقة الآن (بالإنجليزية: Disability Now) في عام 2005 أن 19% من النساء المشاركات في الدراسة سيتعاملن مع عمال جنس مدربين، مقارنة بـ63% من الرجال المشاركين. أوضحت توبي أوينز، أخصائية الجنس والمحترفة في الإعاقة، في عام 2013 أن النساء ذوات الإعاقة "لا يثقن في عمال الجنس الذكور ليكونوا شرفاء".

## مجتمع الميم
يواجه أفراد مجتمع الميم من ذوي الإعاقة التهميش المزدوج. يُنظر إلى الأفراد ذوي الإعاقة في كثير من الأحيان على أنهم غير جنسيين أو مفرطين في الجنسية. بسبب هذه المفاهيم الخاطئة، من الصعب العثور على أفراد مجتمع الميم من ذوي الإعاقة يظهرون في حياتهم الجنسية الصحية. في العقود الأخيرة، عمل العلماء على تضمين دراسات الإعاقة في نظرية النوع الاجتماعي الكويري، بهدف تطبيع الإعاقة في المساحات الخاصة بمجتمع الميم. تبدأ التحرر الكويري وذوي الإعاقة برفض الأفكار التاريخية حول الجنس والإعاقة.
من النادر أيضًا أن يتم تصوير فرد من مجتمع الميم من ذوي الإعاقة في وسائل الإعلام. ومع ذلك، توجد بعض الأفلام والأدب التي تتعلق بمجتمعات مجتمع الميم من ذوي الإعاقة مثل:
- آكرز، مايكل د. (مخرج). 2012. مورغان (فيلم). شبكة المتحدين المثليين

هذا الفيلم يتحدث عن دراج يواجه حادثًا يصبح بعده مشلولًا. بعد تعافيه من إصاباته، يتصالح مع ميوله الجنسية ويقع في حب رجل.
- ألان، ساندرا (مخرجة). 2013–2014. أنا لست مصدر إلهامك (سلسلة أفلام وثائقية)

هذه سلسلة وثائقية قصيرة توثق حياة أفراد مجتمع الميم من ذوي الإعاقة.
- بوس، شونالي (مخرجة). 2014. مارجريتا مع قشة (فيلم).

هذا فيلم عن امرأة هندية شابة مصابة بشلل دماغي تنتقل إلى أمريكا لمتابعة دراستها الجامعية. يتتبع الفيلم علاقتها الرومانسية المعقدة مع امرأة كفيفة.

## العلاقات
إمكانية الأفراد ذوي الإعاقة في الوصول إلى شركاء جنسيين وعاطفيين مقيدة بتصورات المجتمع التي تُقلل من إيروسية جنسهم. أظهرت تجارب الأفراد ذوي الإعاقة أن الحاجة البشرية الأساسية لتكوين علاقات وثيقة هي ذات أهمية للأفراد ذوي الإعاقة كما هي للأشخاص غير المعاقين. علاوة على ذلك، فإن شبكات الأفراد ذوي الإعاقة الاجتماعية قد تكون صغيرة وهذا يحد من القدرة على تكوين علاقات جديدة. كما أن وجهة نظر المجتمع عن الإعاقة تضع ضغطًا على الأفراد ذوي الإعاقة في إيجاد علاقات. على الرغم من أن مجتمعنا قد حقق تقدمًا كبيرًا في خلق عالم أكثر قبولًا، لا يزال يُنظر إلى الأفراد ذوي الإعاقة كغرباء. يمنع الآباء أطفالهم من طرح أسئلة على الأفراد ذوي الإعاقة مما يؤدي إلى رؤية هؤلاء الأشخاص على أنهم "آخرون". بينما يلتقي غالبية الأشخاص غير المعاقين مع أشخاص آخرين في الأماكن العامة، هناك العديد من الحواجز المادية والاجتماعية. قد تجعل عدم إمكانية الوصول إلى الأماكن العامة (سواء كان ذلك بسبب السلالم، أو عدم وجود قوائم مكتوبة بطريقة بريل، أو عدم وجود مترجمين لغة الإشارة الأمريكية) من الصعب على الأفراد ذوي الإعاقة الخروج.
تضيف الصور النمطية المتعلقة بالإعاقة إلى الصعوبة والوصمة التي يواجهها الأفراد ذوو الإعاقة. تم تحديد الأساطير التالية عن الأفراد ذوي الإعاقة:
- الأفراد ذوو الإعاقة لا يحتاجون إلى الجنس ليكونوا سعداء.
- الأفراد ذوو الإعاقة غير جذابين جنسيًا.
- الأفراد ذوو الإعاقة "مفرطين في النشاط الجنسي".
- الأفراد ذوو الإعاقة لديهم احتياجات أهم من الجنس.
- الأفراد ذوو الإعاقة لا يحتاجون إلى التعليم الجنسي.
- الأفراد ذوو الإعاقة لا يمكنهم ممارسة الجنس الحقيقي.
- الأفراد ذوو الإعاقة، لا سيما أولئك الذين لديهم إعاقات ذهنية، يجب ألا يكون لديهم أطفال ولا ينبغي السماح لهم بإنجاب أطفال.

وفقًا لاستطلاع واحد، فإن ما يصل إلى 50% من البالغين ذوي الإعاقة ليس لديهم أي علاقة جنسية على الإطلاق. تم تأسيس مواقع مواعدة عبر الإنترنت موجهة خصيصًا للأفراد ذوي الإعاقة لسد هذه الفجوة.
أُثيرت المفاهيم الخاطئة من المجتمع الأوسع كقضية بارزة للأفراد ذوي الإعاقة فيما يتعلق بعلاقاتهم. شرح رئيس خدمة مواعدة لذوي الإعاقة في عام 2010 أنه فيما يتعلق بالمواعدة، لدى الأشخاص ذوي الإعاقة "تفضيلات مختلفة" مثل الأشخاص غير المعاقين, بينما في مقال نُشر في صحيفة سيدني مورنينج هيرالد في عام 2012، شرحت والدة رجل مصاب بشلل دماغي أنه فيما يتعلق بالجنس والأشخاص ذوي الإعاقة، "يرونهم جالسين على كراسيهم المتحركة [ويظنون] أن هذا هو كل شيء".

## القمع
هناك تاريخ طويل من العزل والفصل الذي أثر على نظرة المجتمع للأشخاص ذوي الإعاقة. كان الأشخاص ذوو الإعاقة يُحتجزون في المؤسسات ضد إرادتهم لأنهم كانوا يُعتبرون "ضعفاء" و"ضعيفي العقل". أثناء وجودهم في المؤسسات، كانوا غالبًا ما يتعرضون للتعقيم القسري، بما في ذلك الخصي، استئصال قنوات فالوب، وإجراءات أخرى. لم يكن يعتبر أي من هذه الإجراءات خطيرًا على الشخص في المؤسسة. في عام 1927، قضت المحكمة العليا في الولايات المتحدة في قضية بك ضد بيل بأنه يجوز تعقيم بعض الأشخاص ذوي الإعاقة ضد إرادتهم. كما صرحت المحكمة في حكمها أن ذلك لا ينتهك التعديل الرابع عشر لدستور الولايات المتحدة. ومع ذلك، في قضية أولمستيد ضد ل.سي، 527 U.S. 581 (1999)، قضت المحكمة العليا في الولايات المتحدة بأن الأشخاص ذوي الإعاقات الذهنية لديهم الحق في العيش في المجتمع بدلاً من المؤسسات إذا، وفقًا لرأي المحكمة، "قرر المعالجون المتخصصون في الدولة أن وضعهم في المجتمع مناسب، ولا يعارض الفرد المعني الانتقال من الرعاية المؤسسية إلى بيئة أقل تقييدًا، ويمكن تكييف هذا الانتقال بشكل معقول، مع مراعاة الموارد المتاحة للدولة واحتياجات الآخرين ذوي الإعاقات الذهنية."
وفقًا لسلسلة من المقابلات التي أُجريت في مالطا للتحقيق في الحياة الجنسية للرجال والنساء ذوي الإعاقات الذهنية، أفاد معظم الأفراد أنهم شعروا بالقمع بسبب التوقعات من العائلات والمقدّمين للرعاية بعدم الانخراط في النشاط الجنسي أو في علاقة. نتيجةً للدراسة، عبّر جميع الأفراد تقريبًا عن رغبتهم في القدرة على التحدث بحرية عن علاقاتهم وقضاء وقت أكثر بعيدًا عن الأسرة. بينما يتم التحكم في ميول جميع الأشخاص الجنسية وتحديدها بواسطة الأعراف الاجتماعية، يشعر الأشخاص ذوو الإعاقة أنهم محاصرون بعوامل إضافية. دراسة أخرى في تكساس استكشفت معتقدات عائلات ومقدمي الرعاية للأشخاص ذوي الإعاقات الذهنية حول ميولهم الجنسية. وكشفت النتائج أن الغالبية العظمى من العائلات ومقدمي الرعاية لأولئك الذين يعانون من الإعاقة الذهنية يعتقدون أنه لا يجب على الأشخاص ذوي الإعاقة الانخراط في النشاط الجنسي خوفًا من تعرضهم للاستغلال.

## التحرش الجنسي والاعتداء والعنف الأسري
الأشخاص ذوو الإعاقات أكثر عرضة لـ الاعتداء الجنسي من عامة الناس، حيث يتم استهدافهم بسبب الإعاقات الجسدية أو العقلية التي يعانون منها. نشرت المجلة الأمريكية للطب الوقائي نتائج مسح أظهرت أن الذكور من ذوي الإعاقات أكثر عرضة للاعتداء الجنسي بأربع مرات. أظهرت دراسات أخرى أن النساء من ذوي الإعاقات "بغض النظر عن العمر أو العرق أو الإثنية أو التوجه الجنسي أو الطبقة الاجتماعية، يتعرضن للاغتصاب والاعتداء بمعدل ضعف النساء غير المعاقات[... خطر الاعتداء الجسدي على البالغين ذوي الإعاقات التنموية هو أعلى بمقدار 4-10 مرات من البالغين الآخرين]."
يُقدر أن 25% من الفتيات والفتيان ذوي الإعاقات سيتعرضون للاعتداء الجنسي قبل سن الـ 18. كما يُقدر أن 20% من هذه الحوادث يتم الإبلاغ عنها. هذه النسب أعلى بكثير من حالات الاعتداء الجنسي التي تتعلق بالأطفال غير المعاقين. هناك احتمال 1 من 4 أن تتعرض الفتاة ذات الإعاقة التنموية للتحرش قبل سن الـ 18. وهذا أعلى بـ 10 مرات من السكان غير المعاقين. خلال لجنة كاليفورنيا حول إساءة معاملة الأشخاص ذوي الإعاقة، تقدر الإحصائيات الوطنية عن الاعتداء الجنسي على الأشخاص ذوي الإعاقات كما يلي:
بدمج الإحصاءات الوطنية مع دراسات محددة، تُقدَّر نطاقات التقدير كما يلي: ما بين 39% و83% من الفتيات ذوات الإعاقات النمائية، وما بين 16% و32% من الأولاد ذوي الإعاقات النمائية سيتعرضون لاعتداء جنسي قبل سن الثامنة عشرة. وقد قدَّرت إدارة خدمات التنمية في ولاية كاليفورنيا عام 1985 نسبة الاعتداء الجنسي بين الأشخاص ذوي الإعاقات النمائية بنحو 70%.

الغالبية العظمى من المعتدين موثقين بأنهم الأب أو الزوج البديل للضحية. وهذا ينطبق بشكل خاص على الفتيات ذوات الإعاقات التنموية. يُقدر أن 10% من الفتيات ذوات الإعاقات الذهنية هن ضحايا الزنا. الفتيات هن الأكثر عرضة لأن يكن ضحايا للاعتداء الجنسي. أظهرت الدراسات أن 50% من الإناث ذوات الإعاقة قد تعرضن لعدة حوادث اعتداء جنسي، بينما تعرض 80% من الذكور ذوي الإعاقة لحادث واحد. الأرقام المتعلقة بالاعتداء الجنسي مرتفعة جدًا لأن الجناة معروفون جيدًا لدى الفرد، مثل الأب أو العم أو العمة أو cousin أو صديق أو مقدّم رعاية أو شقيق.
الإحصائيات الخاصة بالاعتداء الجنسي على الأشخاص ذوي الإعاقات مرتفعة أيضًا لأن الموظفين والآباء المعتمدين غير مدربين بشكل كافٍ على التعرف على الاعتداء الجنسي. يعتقد العديد من الموظفين أنه يجب إثبات الاعتداء الجنسي قبل الإبلاغ عنه. المشكلة في هذا هي أن بعض الإعاقات تمنع الفرد من التعبير عن التجربة. الأشخاص البالغون الذين يتلقون تدريبًا في التعرف على الاعتداء أكثر فاعلية في حماية الطفل. معظم البرامج تركز على "خطر الغرباء"، وهو ما ليس فعالًا لأن معظم حوادث الاعتداء الجنسي تأتي من دائرة الفرد المقربة.

### الوقاية
توجد عدة برامج وقائية ضد الاعتداء الجنسي للأشخاص ذوي الإعاقات في الولايات المتحدة. في سياتل، يوجد برنامج يُسمى "مشروع سياتل" يقوم بتدريب الأفراد ذوي الإعاقات التنموية على منع الاعتداء الجنسي. في مينيسوتا، أنشأت إدارة الإصلاحات برنامجًا وقائيًا حيث يتم تدريب الأطفال والبالغين ذوي الإعاقات في جميع جوانب منع الإساءة. برنامج "قانون تدريب منع الإساءة للأطفال" في كاليفورنيا (WCBTA) يحاول البرنامج توفير تعليم منع الإساءة لجميع الأطفال. كل برنامج يتناسب مع عمر الطفل ومستوى تعلمه. في مقاطعة كونترا كوستا في كاليفورنيا، يركز البرنامج على احتياجات الإعاقات المختلفة ومنع الاعتداء الجنسي. مكتب التعليم في مقاطعة لوس أنجلوس، كاليفورنيا أنشأ برنامج وقاية من الإساءة للأطفال ذوي الإعاقات حيث يتم تدريب المعلمين على تدريب الطلاب ذوي الإعاقات حول الإساءة الجسدية والعاطفية والجنسية.

## المنظمات

### أستراليا
تتعلق موضوعات فيلم الطريق القرمزي الوثائقي بريتشل ووتون، التي شاركت أيضًا في تأسيس وتشغيل منظمة تاتشينج بيز، وهي منظمة مقرها في نيو ساوث ويلز، أستراليا، وتقدم المعلومات والتعليم والدعم للعملاء ذوي الإعاقات، وعمال الجنس، ومقدمي خدمات الإعاقة. كانت المنظمة نشطة منذ أكتوبر 2000 بعد تشكيل اللجنة التأسيسية التي ضمت ممثلين عن منظمات الصحة والإعاقة. تشرح ووتون، قائلة: "أنا عاملة جنس وأكسب رزقي من العملاء الذين يزورونني. بعض العملاء لديهم إعاقة." في البداية، كانت المنظمة تتلقى حوالي مكالمة هاتفية واحدة أسبوعيًا، ولكن بحلول عام 2012، كانت الاستفسارات يومية.
في مارس 2014، أصبح القاضي السابق في المحكمة العليا الأسترالية مايكل كيربي راعيًا للمنظمة، حيث انضم إلى أربعة رعاة مؤسسين آخرين: إيفا كوكس، الأستاذ باسيلي دونوفان، الأستاذة المساعدة هيلين ميكوشا، وكبير المسؤولين في الحكومة المحلية في نيو ساوث ويلز بيتر وودز. عقب تعيينه، صرح كيربي: "إذا حُرم الناس من التعبير الجنسي، وتم قطعهم عن هذا الجانب من شخصياتهم ومن سعادتهم، فإنك في النهاية ستجد الكثير من الأشخاص المحبطين للغاية وغير السعداء"، وأشاد بـ "تاتشينج بيز" لاعترافها بأن الأشخاص ذوي الإعاقات يحتاجون إلى "فرص للتعبير الجنسي".
قامت منظمة الأشخاص ذوو الإعاقة في أستراليا بتطوير ورشة عمل للتعليم الجنسي والعلاقات للأشخاص ذوي الإعاقات الذهنية.

## المملكة المتحدة
- مؤسسة تي إل سي

تقدم "مؤسسة تي إل سي" خدمة عبر الإنترنت تسهل توفير خدمات جنسية—عمال جنس، معالجين، ومعلمين—للأشخاص ذوي الإعاقات، بما في ذلك خدمة حجز المواعيد عبر الهاتف للأشخاص ذوي الإعاقات الكلامية أو مقدمي الرعاية الذين لا يستطيعون تنظيم هذه الخدمات للعملاء بسبب سياسة صاحب العمل. تأسست المنظمة في عام 2000 في مؤتمر تحالف الحرية الجنسية، وكان الموقع في البداية يديره جيمس بالمر، رجل ذو إعاقة. وقد حصلت المنظمة على إشادة من معلمة الجنس وفنانة الأداء أنني سبريكل، والأكاديمي والكاتب إيه.سي.غرايلينج.
- الغرباء

تأسست مؤسسة "الغرباء" (بالإنجليزية: Outsiders) من قبل أوينز، وهي أساسًا نادي اجتماعي دولي للأشخاص ذوي الإعاقات، ولكن المنظمة تدير أيضًا خط المساعدة الجنسي والإعاقة، وهو خدمة دعم عبر الهاتف للأشخاص ذوي الإعاقات يضم طاقمًا من الأشخاص ذوي الإعاقة والمتخصصين في الرعاية الصحية. تدعم "الغرباء" مؤسسة "الغرباء"، التي تتكون من مجلس أمناء يساعد في إدارة الأمور مثل الشؤون المالية والمشاريع.
- تحالف الصحة الجنسية والإعاقة (Sexual Health and Disability Alliance - SHADA)

بدأ تحالف الصحة الجنسية والإعاقة، الذي أسسته أوينز أيضًا، في الأصل لتوفير منتدى يمكن من خلاله لجميع مشغلي خطوط المساعدة في المملكة المتحدة الخاصة بالإعاقة، وغيرهم، اللقاء ومناقشة عملهم. ذكر الأفراد الذين كانوا متورطين في البداية أنهم "كانوا حريصين على تحسين العمل الإيجابي الجنسي الذي نقوم به"، وتم رسمياً تأسيس التحالف في عام 2008 بمهمة "جمع المهنيين الصحيين الذين يعملون مع الأشخاص ذوي الإعاقات لتمكينهم ودعمهم في احتياجاتهم الجنسية والعلاقات". لا يتقاضى التحالف أي رسوم لأولئك الذين يرغبون في أن يصبحوا أعضاء ويجتمع مرتين في السنة في لندن. عقد التحالف أول مؤتمر له في 2009 في المجتمع الملكي للطب.
- مؤسسة ذوي الإعاقة

مؤسسة ذوي الإعاقة هي منظمة خيرية رائدة في المملكة المتحدة وتعمل لأكثر من 30 عامًا. وتصرح بأنها تقدم "خدمات سكنية ويومية لتلبية احتياجات الأفراد الذين يعانون من التوحد، وإصابات الدماغ، والإعاقات الجسدية والعقلية"، بالإضافة إلى مساعدتها للأشخاص للعيش في المنزل داخل المجتمع. وقد أنتجت المؤسسة معلومات مكتوبة عن الجنس والإعاقة، وهي متاحة بشكل مجاني على الإنترنت.

### الولايات المتحدة
- تواصل معنا في الولايات المتحدة الأمريكية

"تواصل معنا في الولايات المتحدة الأمريكية" هي منظمة مناصرة تركز على العلاقة بين الإعاقة وقضايا مجتمع الميم. الهدف من هذه المجموعة هو التأثير على المجتمعات المعاقة ليكونوا أكثر وعيًا بالمجتمعات المثليّة، وأن تكون المجتمعات والمنظمات المثليّة أكثر مسؤولية وترحيبًا بالمجتمعات المعاقة. تساعد المنظمة في مواضيع أخرى مثل الأمراض النفسية، والانتحار، والاكتئاب والكثير غيرها.
- المثلية الجنسية

مجموعة "المثلية الجنسية" هي مجموعة مناصرة لحقوق المثليين وحقوق الأشخاص ذوي الإعاقة، وهي تديرها أشخاص من ذوي الإعاقة في مجتمع المثليين الذين يأملون في زيادة الظهور في المجتمع. لا تدافع المجموعة فقط عن حقوق مجتمعات المثليين المعاقين، ولكنها أيضًا توفر مصادر تعليمية تتعلق بجنس الأفراد والإعاقة. بعض المصادر التي يقدمونها تشمل: كيفية اللقاء، والتاريخ، وممارسة الجنس عندما تكون معاقًا، ونصائح عملية للجنس للأشخاص ذوي الإعاقة، وأوضاع جنسية جيدة للجنس المعاق، والتحدث عن المواضيع الحساسة والمزيد.

### فرنسا
ظهرت فكرة الدعم الجنسي في عام 2007، عندما تم تنظيم مؤتمر بعنوان "الاعتماد الجسدي: الحميمية والجنسية" بواسطة مارسيل نوس. تم تنظيم مؤتمر ستراسبورغ بالشراكة مع "العمل الدولي"، "جمعية المعاقين في فرنسا (APF)"، "جمعية الضمور العضلي الفرنسية (AFM)"، و"تنسيق الإعاقة والاستقلالية (CHA)".
في فرنسا، هناك العديد من الهيئات التي توفر الآن تدريبًا لمساعدين جنسيين: الجمعية السويسرية "الجنس والإعاقة المتعددة" (SEHP)، "جمعية تعزيز الدعم الجنسي" (APPAS)، التي أسسها مارسيل نوس، والتي نظمت أول دورة تدريبية لها في عام 2015، و"جمعية فيلق التضامن"، التي تجمع مساعدي الجنس المعتمدين.

## قراءة موسعة
- ما يمكن أن تفعله الدعارة للأشخاص ذوي الإعاقة. الطلاب الوطني. تم النشر في 18 يوليو 2017.
- تعرف على ميلاني وتشايس: المرأة المعاقة وعاملة الجنس. بي بي سي نيوز. تم النشر في 9 مايو 2023.

## وصلات خارجية
- موقع Point of View التعليمي حول الجنس والإعاقة
- مجلة Sexuality and Disability الإلكترونية